# 22137 Annettelee
22137 Annettelee este un asteroid din centura principală de asteroizi.

## Descriere
22137 Annettelee este un asteroid din centura principală de asteroizi. A fost descoperit pe 1 noiembrie 2000 la Socorro, New Mexico, în cadrul proiectului LINEAR. Asteroidul prezintă o orbită caracterizată de o semiaxă mare de 2,53 ua, o excentricitate de 0,12 și o înclinație de 1,7° în raport cu ecliptica.